# Îles Koster
Pour les articles homonymes, voir Koster.
Les îles Koster ou plus simplement Koster sont un archipel situé non loin de Strömstad dans la commune du même nom, sur la côte ouest de Suède, près de la frontière norvégienne. L'archipel est composé des îles habitées Nordkoster et Sydkoster, des îles Ursholmen et Ramsö, avec des phares anciennement habités, et de plusieurs petits îlots. Il s'agit de la zone habitée la plus à l'ouest de Suède. Le nombre d'habitants est d'environ 300 personnes, principalement sur Sydkoster. Les îles sont séparées du pays par le fjord de Koster. Une grande partie des grandes îles de l'archipel est classée réserve naturelle, tandis que les îlots et la mer environnante sont comprises dans le parc national de Kosterhavet.
La pêche, en particulier au crustacés, est depuis longtemps la principale ressource économique de l'archipel, mais depuis peu, le tourisme l'a dépassée. Les îles sont en effet une destination populaire pour les Suédois mais aussi les Norvégiens. Les îles sont desservies par un service de ferry depuis Strömstad.